# 약속의 네버랜드
《약속의 네버랜드》(約束のネバーランド)는 2016년 8월 1일부터 「주간 소년 점프」에서 연재중인 원작 시라이 카이우, 작화 데미즈 포스카의 일본 만화로, 외부 세계로부터 단절된 보육원에서 사는 엠마, 노먼, 레이 3명의 소녀·소년을 중심으로 탈옥 판타지, 모험 이야기를 그리고 있다.
일본에서는 2018년 5월 28일 약속의 네버랜드 TV애니메이션 제작이 발표 되었으며, 2019년 1월 11일부터 3월 29일까지 후지TV의 노이타미나에서 방영됐다. 대한민국에서는 2018년 12월 애니플러스에서 2019년 1분기 한 · 일 동시방영작 목록을 공개하였고, 2019년 1월 12일부터 3월 30일까지 제1기로 방영됐다. 제2기는 2021년 1월 8일부터 3월 26일까지 방영되었다.

## 줄거리
보육원 '그레이스 필드 하우스 (GF)'는 다양한고아가 모이는 곳인데 특별한 점이 있다. 먼저 6살 이상 12살 이하로 입양되며 매일 시험을 본다. 그 시험에서 늘 만점을 받는 셋인 엠마, 노먼, 레이는 '엄마(마마)'인 이자벨라와 함께 보육원의 형제자매들과 행복하게 살고 있었다. 그렇게 지극히 평온하던 어느 날, 6세가 되어 시설 바깥으로 나가게 된 코니는 생일날 받았던 아끼는 인형을 잊은 채 양부모를 만나러 가버린다. 이에 엠마와 노먼은 코니가 두고 간 인형을 돌려주기 위해 접근해서는 안 되는 금지된 문으로 향한다. 하지만 그곳에서 아이들을 기다리고 있던 것은 잔혹한 진실 그리고 형제를 잡아먹기 위하여 기다리는 귀신의 형성을 한 괴물만이 존재하고 있었다. 평범한 일상에 마지막을 고하는 잔혹한 종소리가 울려 퍼진다는 그런 느낌이 들었다.

## TV 애니메이션

### 제작진
- 감독: 칸베 마모루
- 시리즈 구성/각본: 오오노 토시야
- 캐릭터 디자인/총 작화 감독: 시마다 카즈아키(嶋田和晃)
- 프롭 디자인: 이타이 히로키(板井寛樹)
- 미술 설정: 이케다 시게미(池田繁美)(아틀리에 무사), 오쿠보 슈이치(大久保修一)(아틀리에 무사)
토모노 카요코(友野加世子)(아틀리에 무사), 노리스에 미호(乗末美穂)(아틀리에 무사)
- 미술 감독: 이케다 시게미(池田繁美)(아틀리에 무사), 마루야마 유키코(丸山由紀子)(아틀리에 무사)
- 색채 설계: 나카지마 카즈코(中島和子)
- 촬영 감독: 시오카와 토모유키(塩川智幸)(T2studio)
- CG 감독: 후쿠다 요(福田 陽)
- 편집: 마츠바라 리에(松原理恵)(세야마 편집실)
- 음악: 오바타 타카히로
- 음향 감독: 시미즈 카츠노리
- 애니메이션 제작: CloverWorks

### 에피소드 목록
| 회차 | 제목   | 각본          | 콘티                         | 연출                     | 작화감독                                                                       | 총작화감독                 | 방영날짜        | 방영날짜        |
| 회차 | 제목   | 각본          | 콘티                         | 연출                     | 작화감독                                                                       | 총작화감독                 | 일본            | 한국            |
| ---- | ------ | ------------- | ---------------------------- | ------------------------ | ------------------------------------------------------------------------------ | -------------------------- | --------------- | --------------- |
| EP.1 | 121045 | 오오노 토시야 | 칸베 마모루                  | 하라 히데카즈 (原 英和)  | 세키구치 료스케 (関口亮輔) 후쿠나가 토모코 (福永智子) 코마츠 아사미 (小松麻美) | 시마다 카즈아키 (嶋田和晃) | 2019년 1월 11일 | 2019년 1월 12일 |
| EP.2 | 131045 | 오오노 토시야 | 아사쿠라 카이토 (朝倉カイト) | 키타이 요시키 (北井嘉樹) | 스에다 아키히로 (末田晃大), 타카하시 야스코 (高橋靖子)                         | 시마다 카즈아키 (嶋田和晃) | 2019년 1월 18일 | 2019년 1월 19일 |
| EP.3 | 181045 | 오오노 토시야 | 칸베 마모루                  | 후루하시 사토시          | 후루하시 사토시                                                                | 시마다 카즈아키 (嶋田和晃) | 2019년 1월 25일 | 2019년 1월 26일 |

### 에피소드 줄거리
EP1. 121045 '그레이스 필드 하우스'는 부모가 없는 아이들이 사는 곳으로 엠마와 38명의 형제는 행복한 날들을 보내고 있었다. 11세의 엠마, 노먼, 레이는 하우스에서 가장 연장자이자 매일 아침 테스트에서 나란히 만점을 받는 가장 우수한 3인이었다. 어느 날 밤, 아이들은 양부모에게 입양되어 하우스를 떠나는 코니를 배웅하지만, 코니가 놓고 간 인형을 발견한 에마와 노먼은 접근이 금지된 문으로 향하고, 거기서 두 사람은 충격의 진실을 목격한다.
EP2. 131045 아이들은 귀신에게 먹힐 수 있도록 길러지고(사육되고) 있다는 사실과 좋아하던 하우스는 농원이며 착했던 엠마는 적이라는 것을 깨닫는다. 하우스 뒤에 숨은 진실을 알게 된 엠마와 노먼은 탈옥을 계획하지만, 엄마는 금지된 문에 접근한 아이가 있다는 것을 눈치챈다.
EP3. 181045 새로운 어른인 시스터('엄마'의 계급보다 낮은 계급) 크로네가 나타나며 감시의 눈이 늘어난 하우스. 탈출계획에 레이도 가세하며 3명의 아이는 탈옥의 방법을 모색하는 가운데, 엠마는 자신들의 몸에 파묻혀 있는 발신기의 장소를 찾아낸다. 그리고 하우스의 모두를 탈옥시키기 위한 훈련으로서, 술래잡기를 시작한다. 이때, 이자벨라에게 진실을 알아차린 아이가 있다는것을 들은 크로네가 이자벨라를 몰아내고 자신이 마마가 되기 위해 술래잡기에 전력으로 참가한다.

## 실사 영화
2020년 12월 18일에 개봉되었다.